# Studioul Kadr
Studioul Kadr (în poloneză Studio Filmowe Kadr) este unul dintre cele mai importante studiouri de producție de film din Polonia.  A fost creat încă din 1955 în Polonia socialistă. După revoltele din martie 1968, studioul a fost dizolvat și reînființat în 1972. Fondator și director artistic a fost din 1955 până la dizolvarea din 1968, regizorul de film Jerzy Kawalerowicz. În 1972, Kawalerowicz a reînființat studioul și a fost până la moarte, directorul artistic al acestuia. Studioul a realizat încă de la înființare toate filmele lui Kawalerowicz, dar de asemenea și alte filme clasice ale cinematografiei poloneze. Dramaturgi cu o bogată experiență au fost co-fondatori și jurnalistul de film Krzysztof Teodor Toeplitz cât și scriitorul și regizorul Tadeusz Konwicki.  Toeplitz a ocupat această poziție în 1955, iar apoi din 1980 până în 1991;  Konwicki din 1956 până la dizolvarea studioului în 1968. 
Filip Bajon este director artistic din 2015.

## Realizări importante ale studioului
- 1956: Umbra (Cien) - regia Jerzy Kawalerowicz
- 1956: Jertfa supremă (Czlowiek na torze) - regia Andrzej Munk
- 1956: Canalul - regia Andrzej Wajda
- 1957: Rainy July (Deszczowy lipiec) - regia Leonard Buczkowski
- 1958: Eroica - regia Andrzej Munk
- 1958: Krzyż Walecznych - regia Kazimierz Kutz
- 1958: Ziua de vară trecută (Ostatni dzien lata) - regia Tadeusz Konwicki
- 1958: Cenușă și diamant - regia: Andrzej Wajda
- 1959: Lotna - regia Andrzej Wajda
- 1959: Trenul de noapte (Pociag) - regia Jerzy Kawalerowicz
- 1960: Ne vedem mâine - regia Janusz Morgenstern
- 1960: Maica Ioana a îngerilor (Matka Joanna od Aniolów) - regia Jerzy Kawalerowicz
- 1960: Fermecătorii inocenți (Niewinni czarodzieje) - regia Andrzej Wajda
- 1961: Samson - regia Andrzej Wajda
- 1961: Toate sufletele (Zaduszki) - regia Tadeusz Konwicki
- 1962: Morgen: Premiere (Jutro premiera) - regia Janusz Morgenstern
- 1963: Silence - regia Kazimierz Kutz
- 1964: Giuseppe la Varșovia (Giuseppe w Warszawie), r. Stanisław Lenartowicz
- 1965: Faraonul - regia Jerzy Kawalerowicz
- 1975: Nopți și zile - regia Jerzy Antczak
- 1976: Salvați orașul - regia Jan Łomnicki
- 1977: Moartea președintelui - regia Jerzy Kawalerowicz
- 1981: Vabank - regia Juliusz Machulski
- 1982: Austeria - regia Jerzy Kawalerowicz
- 1983: Sexism - regia Juliusz Machulski
- 1987: Kingsajz - regia Juliusz Machulski
- 1989: Consul - regia Mirosław Bork
- 1990: O poveste imorală - regia Barbara Sass
- 2001: Quo vadis?  - regia Jerzy Kawalerowicz